# Atletica leggera ai X Giochi panafricani - Salto triplo maschile
Il concorso del salto triplo maschile ai X Giochi panafricani si è svolto il 12 settembre 2011 all'Estádio Nacional do Zimpeto di Maputo.

## Podio
| Oro     | Tosin Oke Nigeria          |
| Argento | Issam Nima Algeria         |
| Bronzo  | Hugo Mamba-Schlick Camerun |

## Programma
| Data              | Ora | Evento |
| ----------------- | --- | ------ |
| 12 settembre 2011 |     | Finale |

## Risultati

### Finale
| Class   | Atleta                 | Nazione   | #1    | #2    | #3    | #4    | #5    | #6    | Risultati | Note |
| ------- | ---------------------- | --------- | ----- | ----- | ----- | ----- | ----- | ----- | --------- | ---- |
| Oro     | Tosin Oke              | Nigeria   | 15.31 | 16.30 | 16.50 | 16.40 | 16.28 | 16.65 | 16.65     |      |
| Argento | Issam Nima             | Algeria   | x     | 15.94 | 16.54 | 16.34 | 16.54 | 16.42 | 16.54     |      |
| Bronzo  | Hugo Mamba-Schlick     | Camerun   | x     | 15.41 | 16.17 | 15.80 | 15.99 | x     | 16.17     |      |
| 4       | Seif El Islem Temacini | Algeria   | 15.85 | 16.10 | 15.32 | x     | 15.47 | 15.57 | 16.10     |      |
| 5       | Tumelo Thagane         | Sudafrica | 15.81 | 15.92 | x     | 15.65 | 15.67 | 15.49 | 15.92     |      |
| 6       | Mamadou Gueye          | Senegal   | 15.81 | 15.78 | 15.31 | –     | 15.06 | –     | 15.81     |      |
| 7       | Afonso Zamdamela       | Mozambico | 15.54 | 15.72 | 15.54 | 15.42 | 15.60 | 15.46 | 15.72     |      |
| 8       | Tera Langat            | Kenya     | x     | 15.13 | 15.12 | x     | x     | –     | 15.13     |      |
| 9       | Tuan Wreh              | Liberia   | 15.10 | x     | 15.10 |       |       |       | 15.10     |      |